# Флемінг (кратер)
Кратер Флемінг (англ. Fleming) — ударний кратер на зворотному боці Місяця. Із Землі не можливо спостерігати кратера. Цей кратер розташований на північному сході від кратерів Герц і Лобачевський. Вал цього утворення розмивається і накладається декілька дрібніших кратерів. Найбільш помітних з них є «Флемінг N» вздовж південного краю, в той час як інший, лише трохи менший, кратер пронизує нижньої східній околиці. Інтер'єр стать також відзначено ряд дрібних ударів.
До 1970 року кратер носив назву Кратер 203, потім був перейменований Міжнародним астрономічним союзом на "Флемінг" на честь двох вчених однофамільців шотландського походження — Вільяміни Флемінг та Александера Флемінг.

## Супутникові кратери
За угодою ці функції визначені на місячних картах, поміщаючи лист на стороні кратера середині, яка найближче до «Флемінг».
| Флемінг | Широта  | Довгота  | Діаметр |
| ------- | ------- | -------- | ------- |
| D       | 17.0° N | 114.0° E | 25 км   |
| N       | 12.7° N | 108.8° E | 24 км   |
| W       | 18.0° N | 106.2° E | 50 ки   |
| Y       | 18.2° N | 108.2° E | 30 км   |